# Piedini d'oro
Piedini d'oro (Sally) è un film muto del 1925 diretto da Alfred E. Green. Il film, prodotto e distribuito dalla First National Pictures, fu presentato in prima a New York il 15 marzo 1915.
Il soggetto è tratto dalla commedia musicale Sally, una produzione di Florenz Ziegfeld del 1920 con musiche di Jerome Kern, parole di Clifford Grey e libretto di Guy Bolton e P. G. Wodehouse.
Nel 1929, ne venne fatto un remake sonoro e a colori (Technicolor) dallo stesso titolo, diretto da John Francis Dillon con Marilyn Miller, già acclamata interprete del musical di Broadway.

## Trama
Sally è una trovatella che viene adottata dalla signora Du Fay, un'insegnante di danza. Quando la signora perde tutti i suoi allievi, Sally - per aiutarla - trova lavoro come lavapiatti nella caffetteria di Pops Shendorf. Lì, conosce un nobile europeo, il duca di Checkergovinia, che, in difficil condizioni finanziarie, lavora come cameriere. La ragazza però è attratta da Blair Farquar, un ricco giovanotto della buona società. Una sera, Sally balla nel locale, ottenendo un tale successo che, dopo la sparizione di una famosa ballerina russa, viene assunta per impersonarla a un ricevimento a palazzo Farquar. Dopo la sua esibizione, Sally si trova al centro dell'attenzione generale ma Pops, che l'ha seguita lì, racconta che in verità lei è la sua sguattera. La signora Farquar le intima, allora, di andarsene. Ma, alla festa, era presente anche Florenz Ziegfeld che ritrova Sally perché vuole offrirle un contratto per le sue Follies.
Diventata una grande stella della rivista, Sally viene convinta da Blair Fairquar a sposarsi con lui.

## Produzione
Il film fu prodotto dalla First National Pictures

## Distribuzione
Il copyright del film, richiesto dalla First National Pictures, Inc., fu registrato il 12 marzo 1925 con il numero LP21235.
Distribuito dalla First National Picture con il titolo originale Sally, il film uscì nelle sale cinematografiche statunitensi il 29 marzo 1925 dopo essere stato presentato in prima a New York il 15 marzo 1925. Nello stesso anno, fu distribuito in Danimarca (24 agosto) e Finlandia (28 settembre). Il 2 marzo 1931, uscì in Portogallo. Nelle distribuzioni internazionali, cambiò varie volte il titolo: in Austria prese quello di Sally, das Mädel für Alles: in Brasile Sally, A Enjeitada o, in alternativa, A Enjeitada; in Francia, Mamz'elle Fortune; in Svezia, Varitéliv. In Italia, prese quello di Piedini d'oro: il 15 giugno 1926 ottenne il visto di censura numero 22774 dopo che una prima richiesta datata 13 giugno era stata respinta.
Non si conoscono copie ancora esistenti della pellicola che viene considerata presumibilmente perduta.